# Compsoctena aedifica
Compsoctena aedifica är en fjärilsart som beskrevs av Edward Meyrick 1908. Compsoctena aedifica ingår i släktet Compsoctena och familjen Eriocottidae. Inga underarter finns listade i Catalogue of Life.